# Ghiacciaio Farbo
Il ghiacciaio Farbo (in inglese Farbo Glacier) è un ghiacciaio lungo circa 13 km situato sulla costa di Ruppert, nella parte occidentale della Terra di Marie Byrd, in Antartide. Il ghiacciaio, il cui punto più alto si trova 437 m s.l.m., fluisce in direzione nord-est scorrendo lungo il versante orientale della collina Zuncich, fino ad unire il proprio flusso a quello del ghiacciaio Land.

## Storia
Il ghiacciaio Farbo è stato mappato dallo United States Geological Survey grazie a ricognizioni terrestri dello stesso USGS e a fotografie aeree scattate dalla marina militare statunitense (USN) nel periodo 1959-1965; esso è stato poi così battezzato dal Comitato consultivo dei nomi antartici in onore di Richard R. Farbo, operatore della USN addetto agli equipaggiamenti, che passò tre inverni in Antartide in occasione di tre diverse spedizioni dell'Operazione Deep Freeze, rimanendo presso la stazione McMurdo nel 1959 e nel 1965 e presso la base Amundsen-Scott nel 1969.